# William Mathias Scholl
William Mathias Scholl (ur. 1882, zm. 1968) – podolog i założyciel firmy Scholl, specjalizującej się w produkcji obuwia zdrowotnego, znanej pod nazwą Dr. Scholl.
Dziadek Williama Scholla wyemigrował do Stanów Zjednoczonych z Niemiec. W roku 1882 urodził się William Scholl. W 1899 r. rozpoczął pracę w Chicago w sklepie obuwniczym Rupperta. Tam też po raz pierwszy zetknął się z problemem bolących stóp. W owych czasach nie wiedziano bowiem, że wiele dolegliwości może być spowodowanych złym obuwiem. Aby pogłębić swą wiedzę w tej dziedzinie, W 1900 roku wstąpił do Illinois Medical College (obecnie Loyola University Medical Center), aby lepiej poznać anatomię i fizjologię stopy. Studia ukończył w roku 1904 z tytułem doktora medycyny. W tym samym czasie William Scholl zaprojektował pierwszą wkładkę ortopedyczną.
W roku 1907 powołana została firma Scholl Manufacturing Co. Inc.. Opatentowano i rozpoczęto produkcję wielu produktów zdrowotnych do stóp w tym "Foot Eazer", "Zino Pad", "Foot Wings", oraz "Ball-O-Foot Cushions." W roku 1928 otworzono pierwszy sklep.
W roku 1912 Dr. Scholl otworzył Illinois College of Chiropody and Orthopaedics, który ostatecznie otrzymał nazwę Dr. William M. Scholl College of Podiatric Medicine i obecnie działa w ramach Rosalind Franklin University w Chicago, Illinois.
W roku 1908, brat Williama, Frank, dołączył do firmy. William oddelegował go do Europy, gdzie Frank, wbrew woli brata odtworzył w 1913 roku pierwszy sklep firmowy w Londynie. Ponieważ sklep okazał się być sukcesem, William wybrał się w pierwszą podróż do Europy. Później nastąpiła kolejna, podczas której odwiedził stolice europejskie promując swoje produkty.
W roku 1928 Scholl otworzył pierwszy sklep firmowy w Stanach Zjednoczonych pod nazwą Dr.Scholl. Do roku 1955 powstało 16 fabryk. W latach sześćdziesiątych w Stanach Zjednoczonych działało około 100 sklepów firmowych Dr.Scholla, na świecie było ich około 400.
William M. Scholl zmarł w roku 1968. Za życia opatentował ponad 1000 produktów zdrowotnych do stóp i nóg. Po jego śmierci firma przeszła w ręce wnuków: Williama H. Scholla (1920–2002) oraz Jacka E. Scholla (1926–2006).